# Déri Múzeum

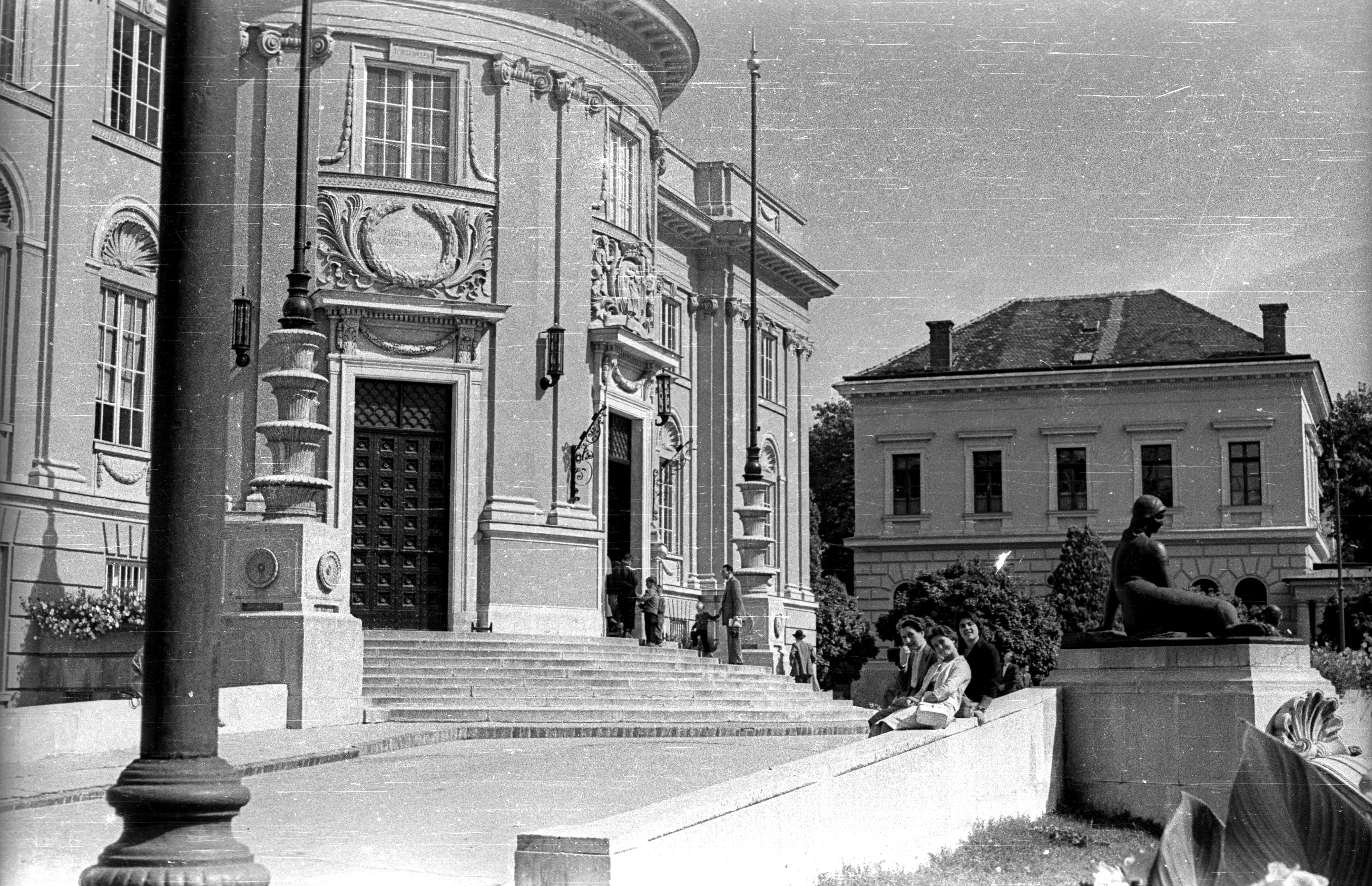
A Déri Múzeum főbejárata 1963-ban

A Déri Múzeum Debrecen egyik legnevezetesebb közgyűjteménye. A történeti formákkal épült múzeum – előtte Medgyessy Ferenc szobraival – Debrecen belvárosának ékessége. A felújított múzeumot 2012 márciusában adták át. A Déri Múzeum filiáléja a Medgyessy Ferenc Emlékmúzeum.

## Épülete
A főépület Debrecenben, a Déri tér 1. sz. alatt található. Györgyi Dénes neobarokk épületei közé tartozik (Münnich Aladárral közös terv, 1923–1929), 1930. május 25-én, országos ünnepély keretében nyitották meg.
Ezt a minden oldalon nyugodt homlokzatú kompozíció, az épület jó arányai, a finom bejárat-alakítás, a helyes városszerkezeti és városképi beillesztés, valamint a kiállítási termek jó megvilágítása biztosítják. Az épület a hajdani Pap tava helyén létesített botanikus kert helyén áll.

## A szobrok
Az épületet díszítő szobrok Medgyessy Ferenc alkotásai: négy allegorikus szobor a múzeumi tevékenységgel összefüggésben:
- a Régészet,
- a Tudomány,
- a Művészet és
- a Néprajz szimbólumai.

A Déri téren még három Medgyessy, s egy Debreczeny Tivadar szobor is található. Medgyessy köztéri szobrai a téren: Debreceni Vénusz, Táncosnő, Móricz Zsigmond ülő alakja. Debreczenytől a Merengő című női aktszobor díszíti a teret.

## Története

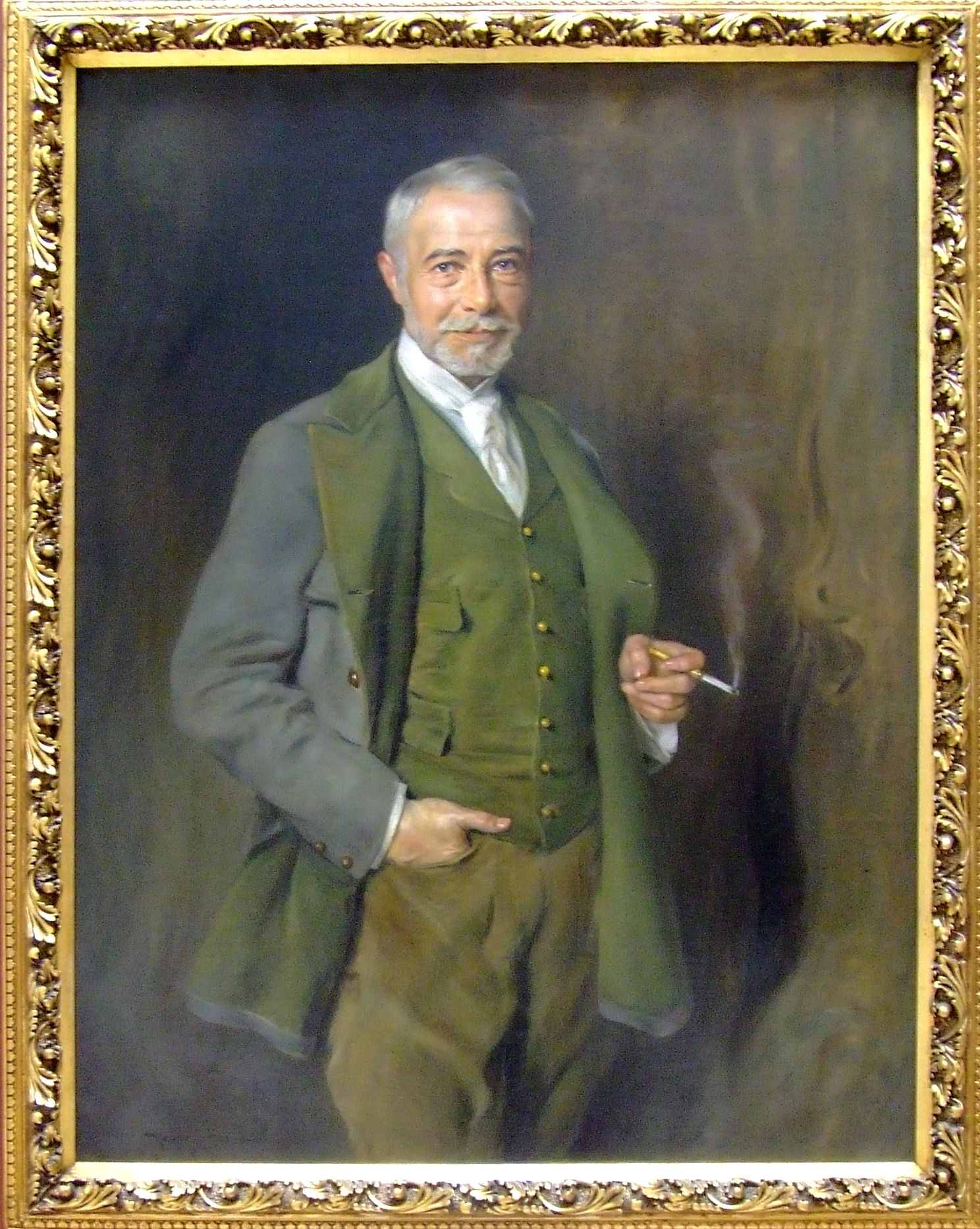
Koppay József: Déri Frigyes (1921)

Löfkovics Artúr ékszerész-műgyűjtő adományából alakult meg a Városi múzeum 1902-ben. A múzeum fejlesztésében különösen kiemelkedő szerepe volt Zoltai Lajosnak (1905–1929), Ecsedi István etnográfusnak (1912–1929) és Sőregi János történésznek (1936–1950).
A Városi Múzeum gyűjteményének gyarapodását 1920-ban Déri Frigyes (1852-1924) bécsi selyemgyáros hatalmas kollekciójának (iparművészeti, művészeti, népművészeti, kelet-ázsiai és numizmatikai anyagok) adománya lendítette fel, még ebben az évtizedben, 1920-as évek sor is került új múzeumi épület létesítésére.

## A gyűjtemény
A múzeum gyűjteménye évszázados fennállása alatt folyamatosan gyarapodott. Természettudományi gyűjteménye 3000 egyedi muzeális darabot, s 20 ezer ún. szekrénykataszterként leltározott anyagot tartalmaz. A régészeti tár 60 ezer körüli kiváló paleolit, neolit és népvándorláskori lelete, a történeti anyag negyvenezer, a néprajzi gyűjtemény huszonkétezer körüli, a képzőművészet tízezer, az iparművészeti anyag húszezer muzeális tárgyat mondhat magáénak.
A múzeum legnagyobb értéke a Munkácsy Mihály festette trilógia együttes kiállítása, ezek a Krisztus Pilátus előtt, a Golgota és az Ecce homo.

## Állandó kiállításai
A Déri Múzeum állandó kiállításai:

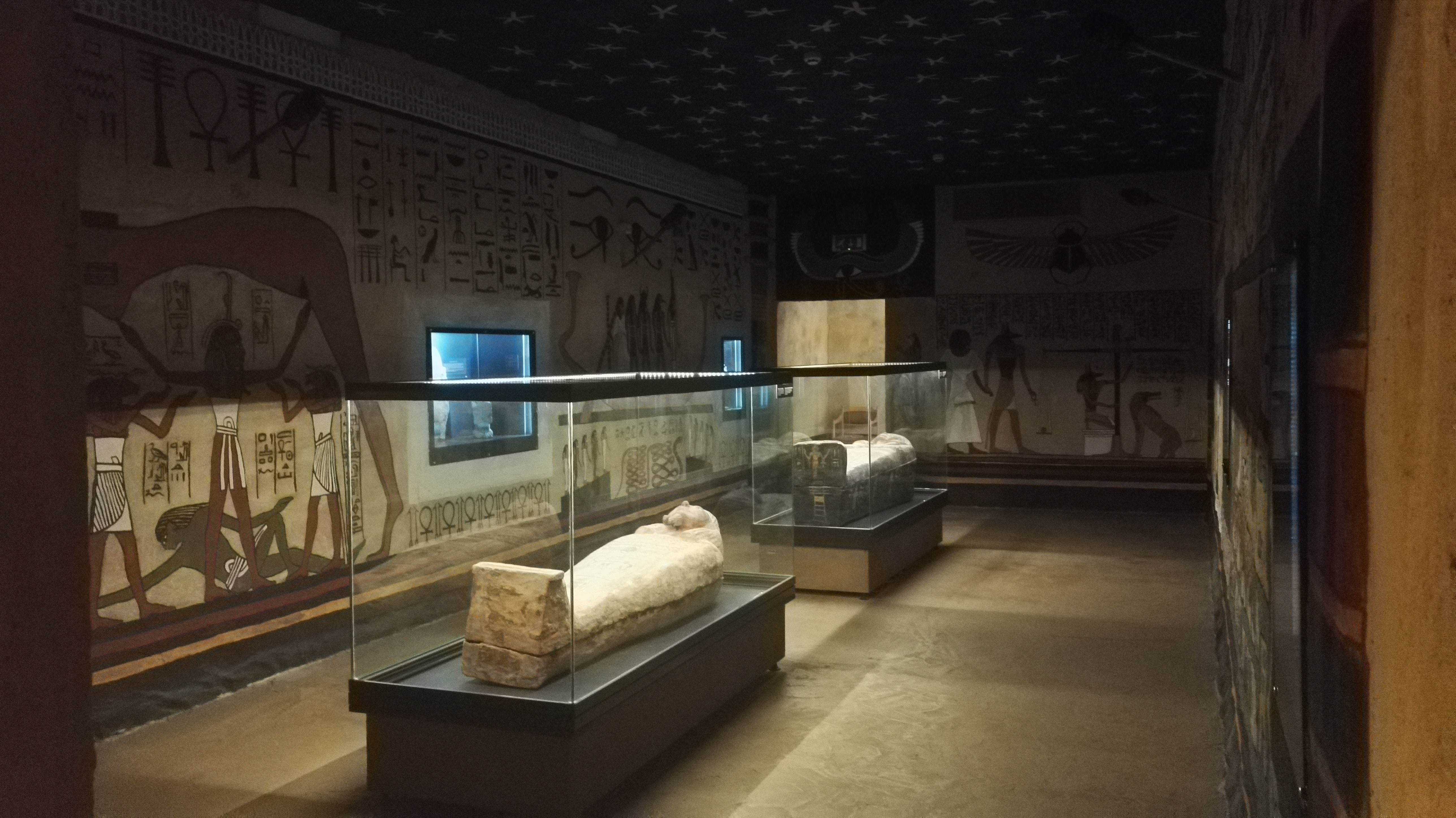
Az egyiptomi gyűjtemény

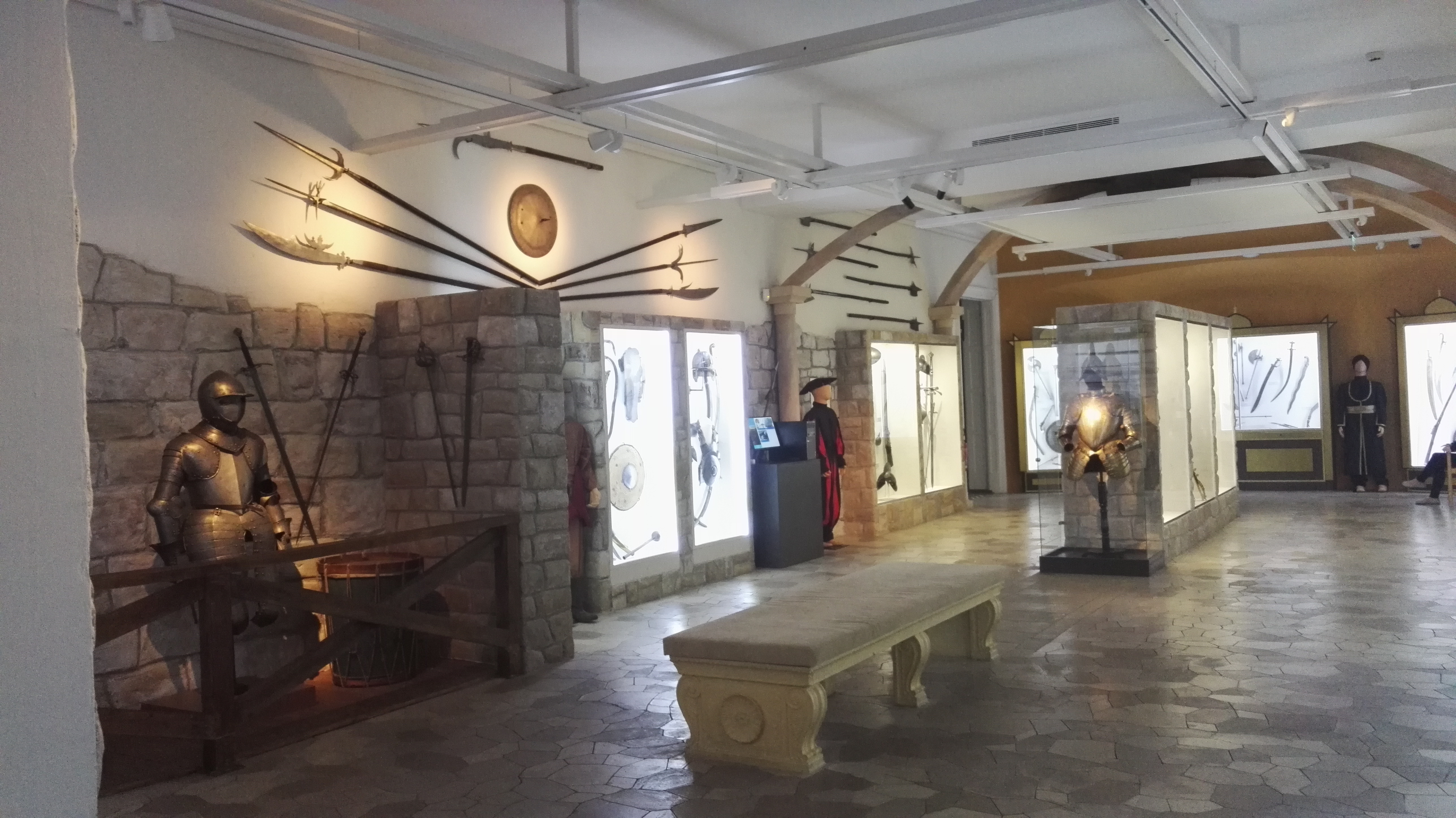
A fegyvergyűjtemény

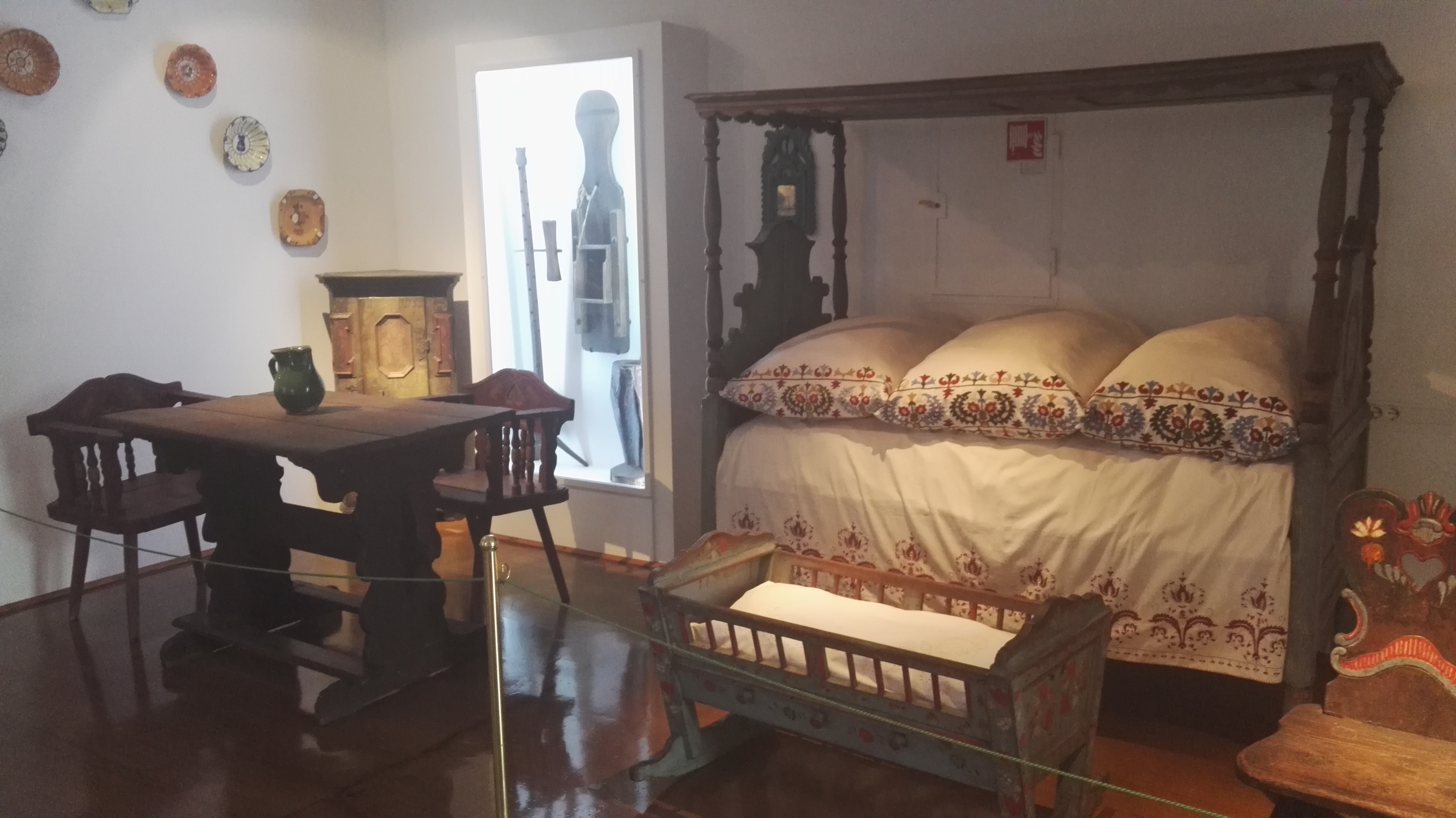
A néprajzi gyűjtemény

1. „A csillagos ég lakói” – régészeti tárlat: a halálhoz kötődő emberi és társadalmi jelenségek. A gyűjtemény egyik részét a Hajdú-Bihar megyében a középső neolitikum és a honfoglalás közti korszak leletei adják, a másikat a múzeum egyiptomi gyűjteménye.
2. Szamuráj-udvarház: a múzeum japán gyűjteménye, főként az Edo-korszakból (1603–1867).
3. Fegyvertörténeti tárlat: a keresztény Európa, az Oszmán Birodalom, valamint a Távol-Kelet fegyverei képviseltetik magukat.
4. Régi Képtár: 17–19. századi festmények a barokktól a klasszicizmuson át a történeti festészetig; portréfestészet, csendélet, tájképek és életképek. A grafikai alkotások Debrecen történetéhez kapcsolódnak.
5. Déri-emlékterem: az alapító Déri Frigyes emlékének szentelt terem.
6. A Munkácsy-trilógia: a múzeum leghíresebb kiállítása, Munkácsy „Ecce homo”, „Krisztus Pilátus előtt” és „Golgota” című festménye. Érdekesség, hogy a három képet maga a művész sem látta együtt; elsőként a Déri Múzeumban lehetett őket együtt megtekinteni 1995-ben.
7. Nagyerdő: természetrajzi tárlat a debreceni Nagyerdő történetéről.
8. Föld alatti Debrecen: a város területén folytatott feltárások eredményei, köztük egy 10. századi lakóház, amely a levéltári anyagokból ismerthez képest 100-150 évvel korábbra tolta ki a város történetét.
9. Dobozi temető: Debrecen előkelők által használt temetőjének leletanyaga.
10. A Debreceni Városháza: Debrecen bíráskodásának története, a régi városháza és a régi főbírók tárgyaival.
11. Az Arany Egyszarvú patika: az egyik legszebb magyar gyógyszertári gyűjtemény.
12. Debreceni kézművesség: céhemlékgyűjtemény, mely a város régi iparosainak, kézműveseinek világát mutatja be.
13. Gubacsapó műhely: a régi, hírneves debreceni gubakészítő mestereinek emléket állító kiállítás.
14. Mézeskalácsosság: a régi mézeskalácsosság emlékei.
15. Kézműves műhely: közösségi tér, ahol a látogatók kézzelfogható módon ismerhetik meg a régi debreceni mesterségeket.
16. A kert: Csokonai Vitéz Mihály alakjának és kultuszának bemutatása három kert, a Füvészkert, a Temetőkert és az Emlékkert által.
17. A polgárosodó Debrecen: a kereskedőcsaládokból kialakuló városi polgárság élete, azoké, akik nagy hatással voltak a városkép alakulására is.
18. 1848 emlékezete: Debrecen az 1848–49-es forradalom és szabadságharc idején.
19. A történetíró kultusza: Thaly Kálmán élete és munkássága.
20. Múzeum a múzeumban: Debrecen első múzeuma, az 1902-ben alapított Városi Múzeum hangulatát megidéző kiállítás.
21. Csodakamra: üveg- és ásványgyűjtemény.

## A Munkácsy-trilógia
A debreceni Déri Múzeum legnagyobb vonzereje Munkácsy Mihály világhírű trilógiája (Ecce homo, Krisztus Pilátus előtt, Golgota). 1995-ben vált újra együtt láthatóvá a három kép a múzeumban, amely kisebb-nagyobb megszakításokkal ma is láthatók. Munkácsy ezzel a trilógiával fejezte ki a keresztény Európához való tartozásunkat. Azokat az érzéseket és esendőségeket eleveníti meg a Bibliából, amelyek minden keresztény embert megindítanak. A Golgota bár a múzeumba került, nem volt látható mindig, mert időnként le volt takarva, attól függően, hogy a tulajdonos és az állam közötti vita éppen milyen szakaszban volt.
2019. január 9-én azonban bejelentették, hogy a magyar állam 3 milliárd forintért (10 millió euró) megvásárolta Pákh Imre amerikai-magyar milliárdos műgyűjtőtől a Golgota című festményt. A trilógia képeinek tulajdonjogával összefüggő, több mint százéves kalandos jogi folyamat ezzel véget ért, és a három összetartozó festmény együtt, véglegesen Debrecen képzőművészeti attrakciójává vált.
- Krisztus Pilátus előtt (1881)[15]
- Ecce Homo (Íme, az Ember, 1896)
- Golgota (latinosan Kálvária, 1884)